# Lili holder fest
|  | Denne artikel er oprettet af botten Steenthbot ud fra en ekstern database. Den kan derfor have sproglige fejl eller mangler. Denne skabelon kan fjernes efter kontrol af indholdet. |

Lili holder fest er en dansk animationsfilm fra 2015 instrueret af Siri Melchior.

## Handling
Lili holder fest. Det er nemlig højst uretfærdigt, at mor og far skal til fest uden Lili. Men det er heldigt, at Mormor babysitter og er så sød og træt, at hun falder i søvn på sofaen. For så er der frit slag for ungdommen til at feste igennem med sminke, dans og konfetti. Til den lyse morgen. Lili er en serie af film om at være 3 år.